# Raión de Priazha
El raión de Priazha (ruso: Пря́жинский райо́н; carelio: Priäžän piiri) es un distrito administrativo y municipal (raión) de la república rusa de Carelia. Se ubica en el sur de la república, limitando al sur con la óblast de Leningrado. Su capital es Priazha.
En 2019, el raión tenía una población de 14 164 habitantes.
Posee el estatus de raión nacional por la gran cantidad de carelios étnicos que viven en su territorio. En 2002, el raión estaba habitado por un 46% de rusos étnicos, un 37% de carelios étnicos, un 6% de fineses y un 5% de bielorrusos.

## Subdivisiones
Comprende el asentamiento de tipo urbano de Priazha y los asentamientos rurales de Védlozero, Króshnozero, Matrosy, Sviátozero, Chalna y Ésoila. Estas siete entidades locales agrupan un total de 82 localidades.